# لانس سيرانو
لانس سيرانو هو عارض فلبيني، ولد في 22 مايو 1990 في ماندالويونغ في الفلبين.

## وصلات خارجية
- لانس سيرانو على موقع IMDb (الإنجليزية)